# Bitxac gris

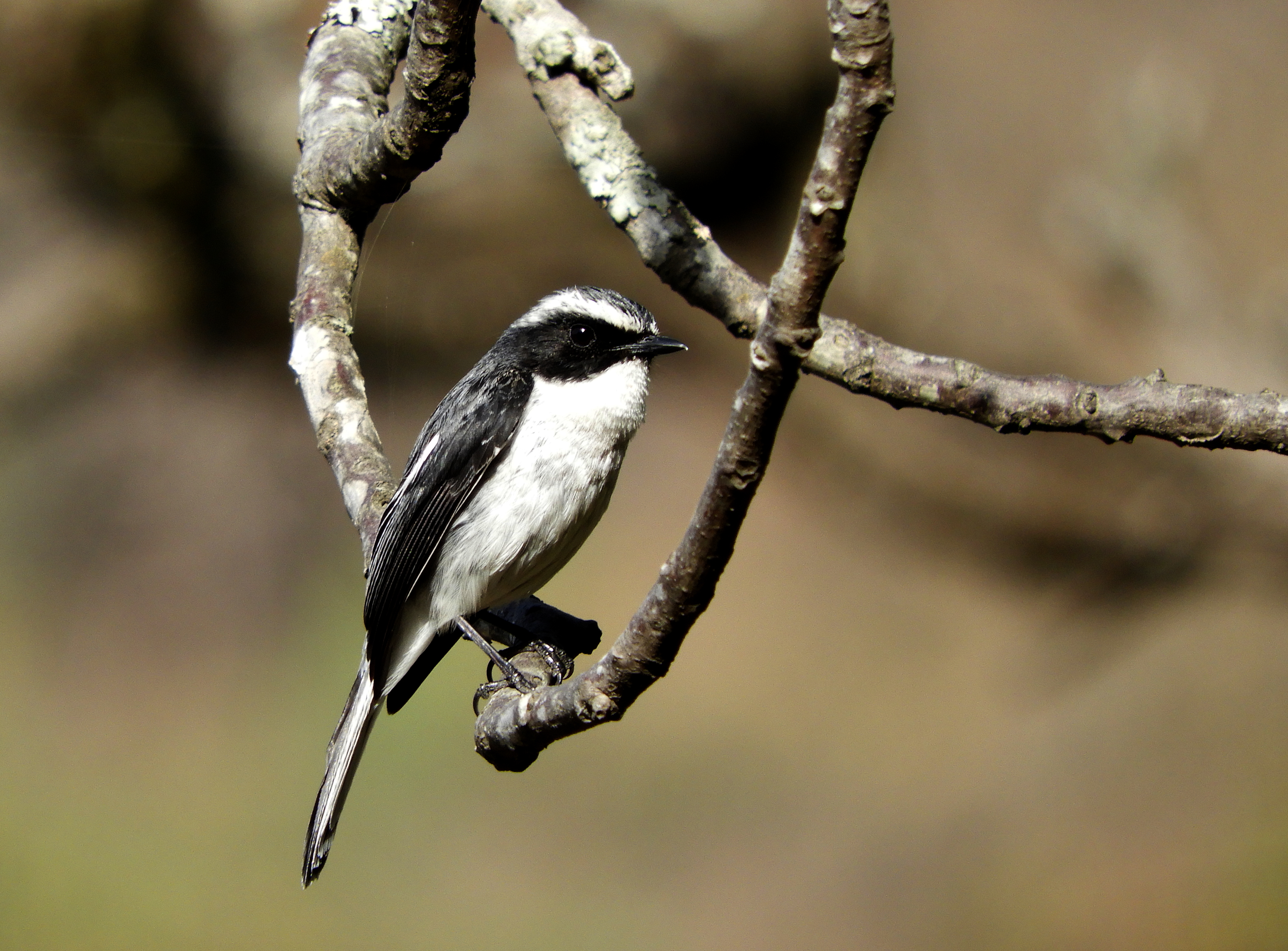
Mascle a Sattal, Índia

El bitxac gris (Saxicola ferreus) és una espècie d'ocell de la família dels muscicàpids (Muscicapidae) que habita zones obertes, clars dels boscos i conreus del nord del Pakistan i l'Índia, sud del Tibet, sud-est de la Xina, Myanmar, Laos i nord i centre del Vietnam. El seu estat de conservació es considera de risc mínim.